# Larsnes
Larsnes este o localitate din comuna Sande, provincia Møre og Romsdal, Norvegia, cu o suprafață de 0,48 km² și o populație de 609 locuitori (2013).